# ASK Riga
|  | No s'ha de confondre amb FK ASK Riga. |

L'ASK Riga va ser un club poliesportiu, destacant en basquetbol, de la ciutat de Riga, a Letònia. ASK és l'acrònim d'Armijas Sporta Klubs, "Club Esportiu de l'Armada" en català.

## Història
Fundat el 1931, fou un dels grans clubs europeus dels anys 50 i 60, dominador de la lliga de l'URSS i vencedor de les tres primeres edicions de la Copa d'Europa de bàsquet (1958, 1959, 1960). Els seus millors jugadors del moment foren el gegant de 2.18 metres Janis Kruminsh i el base Malgonis Valdmanis. Altres jugadors de la plantilla eren: Davids, Gulbis, Hehts, Jankovskis, Kalherts, Kalmins, Leonciks, G. Muiznieks, V. Muiznieks i Veritis. A la banqueta estava el mític entrenador Aleksander Gomelski.
L'any 2004 es fundà a Riga el BK Riga, que disputa els seus partits al  Daugavas Sporta nams i vesteix de blanc i negre. L'any 2006 adoptà el nom ASK Riga, tot recordant l'històric club de la ciutat.